# Мухаммад Рахим-хан
Мухаммад Рахим-хан I (1775—1825) — хівинський хан у 1806—1825 роках. Повне ім'я Мухаммад Рахим-багадур-хан.

## Життєпис
Походив з династії Кунгратів. Син Мухаммад Аваз-бія. Народився 1775 року. Здобув гарну освіту, володів перською і арабською мовами. 1806 року після загибелі брата Ільтузара у війні з Бухарським еміратом новим інаком було поставлено Кутлуг-Мурада. Той рушив до колишнього хана Абулгазі III з метою відновити того на троні. В цей час Мухаммад Рахим за підтримки частини знаті та військ захопив Хіву, де оголосив себе ханом. Кутлуг-Мурад не наважився на військові дії.
Невдовзі придушив заколот свого стрийка Мухаммада Ризи-бека. Потім здійснив зимовий похід проти казахів Чекли, Турт Кари, Чумеки, яких підкорив, змусивши платити данину худобою.
Для покращення управління країною при дворі було засновано верховну раду, думку якої враховував хан. Було проведено нову податкову реформу, упорядковано митницю. Продовжував політику з відновлення господарства країни. Першим з представників своєї династії став карбувати срібні та золоті монети. У його правління в Хорезмі проводилися великі іригаційні роботи.
Водночас посилилася централізація держави, знищення навізалежних володінь. У 1808—1809 роках був здійснений похід на човдурів. Також підтримав Махмуд-Шаха Дуррані в боротьбі за Кабул. Після перемоги той дозволив хівинським купцям безперешкодно торгувати в Дуррунійській імперії.
1811 року повстали два брати хана, що втекли до Кунградського володіння (біля Аральського моря), де отримали допомоги. Проте Мухаммад Рахим-хан I скористався неузгодженістю між своїми ворогами, захопив Кунград, страти братів та Туре-Суфі, очільника Кунграду. За цим ліквідував напівнезалежний статус цього володіння, куди поставив свого намісника.
У 1812—1813 роках були підкорені казахи пониззя Сирдар'ї. 1813 року здійснив похід до Хорасану, де не здобув значних успіхів. На зворотньому шляху напав на туркменів-текинців, яких змусив підкоритися. У 1815 році за наказом хана було зроблено новий трон, фанерований сріблом з басменним візерунком (тепер зберігається у одному з музеїв Москви). Того ж року здійснив новий напад на Хорасан, втім невдалий.
У 1817/1818 роках прийшов на допомогу курдам Хорасану, але ті згодом стали проводити власну політику. Тому хан повернувся до Хіви. 1818 року уклав союз з Махмуд-Шахом Дуррані, що втік з Кабулу та заснував в Гераті незалежне ханство. 1819 року Мухаммад Рахим-хан I прийняв в столиці російського посланця М.Муравьйова.
1820 року до Хіви прибув посланець О.Негрі, що прямував до Бухари. Того ж року хан спробував захопити Чарджуй, що належав Бухарському емірату, про бойові дії, що тривали до 1821 року на мали значного успіху. 1822 року здійснив грабіжницький похід на землі Бухарського емірату. У тому ж році було захоплено Мерв. Помер Мухаммад Рахим-хан 1826 року. Йому спадкував син Аллакулі-хан.